# 鹿頸
22°31′32″N 114°12′55″E / 22.525614°N 114.215353°E

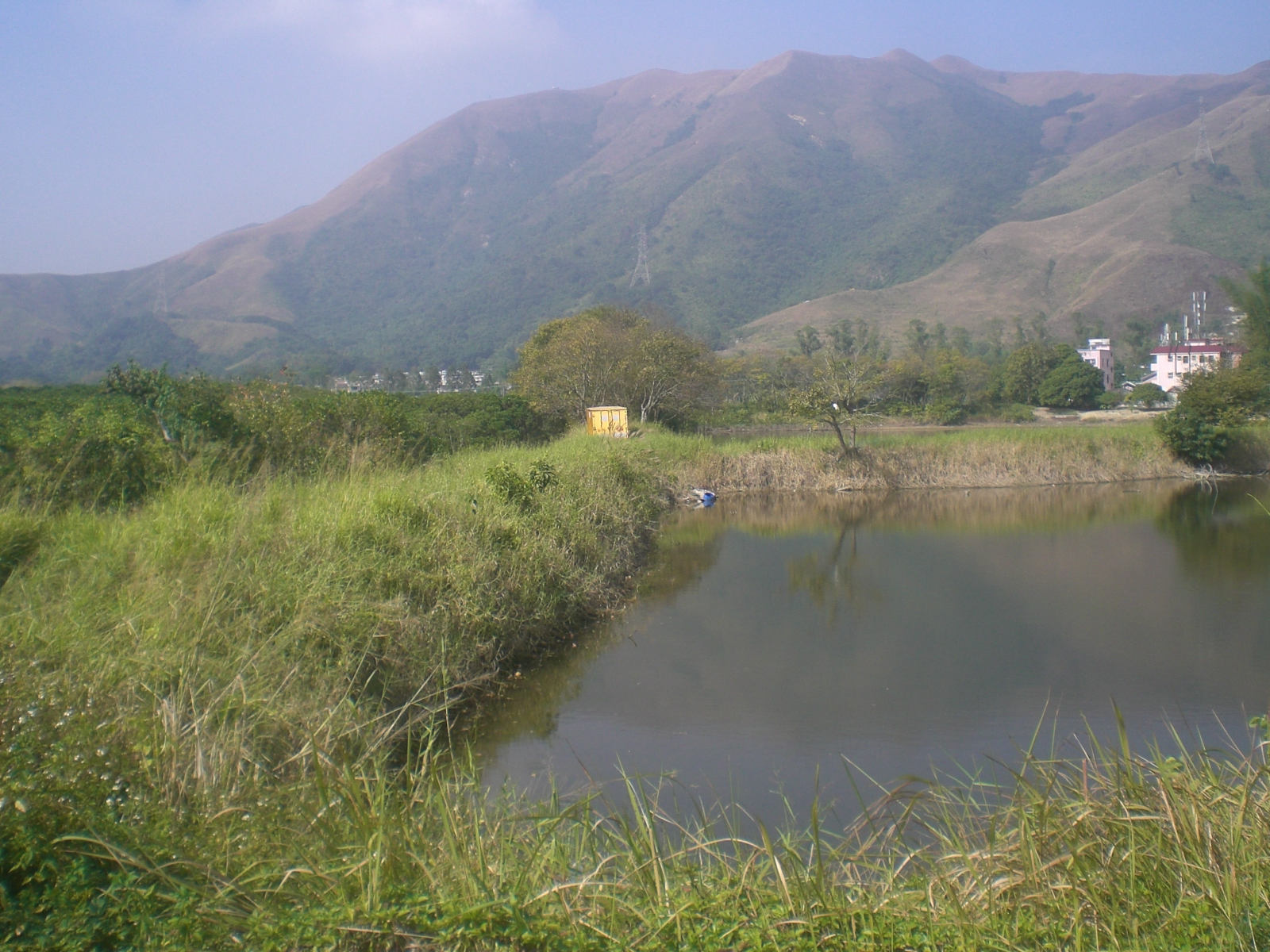
鹿頸的農田

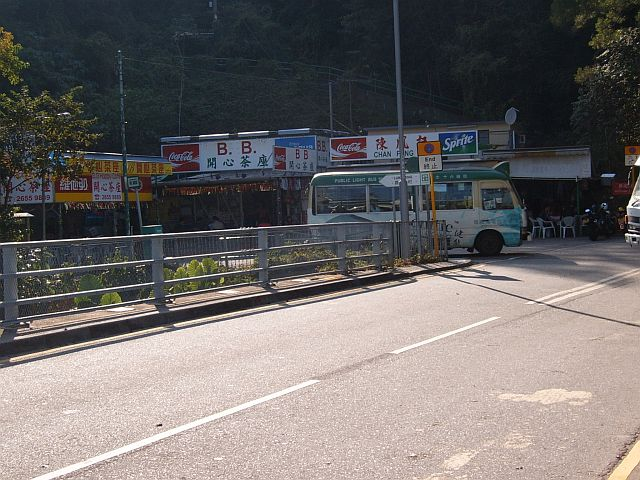
鹿頸

鹿頸（英語：Luk Keng）是位於香港新界東北區的東北部的地方，鄰近邊境禁區，面向沙頭角和深圳鹽田區。鹿頸村在八仙嶺郊野公園与船灣郊野公園之间，鹿頸附近有濕地和南涌的瀑布等自然景色。

## 鄉村
鹿頸主要的鄉村包括鹿頸村、雞谷樹下村及鹹坑尾村，鹿頸村名下包括鹿頸黃屋、鹿頸陳屋及鹿頸上圍，而雞谷樹下村亦包括其分支的河瀝背村。
鹿頸陳屋與鹿頸上圍同宗同族，由淺灣分支而至，在現址立村超過百年，村前原本是一片鹹田，其後改作漁塘。在新娘潭路對面為雞谷樹下村及鹹坑尾村，雞谷樹下村及河瀝背村為朱姓，二百年前遷到現址立村；鹹坑尾村亦稱南坑尾、南坑美或鹿頸尾，為藍姓，先祖經潮州、惠州，遷到現址定居。

## 郊遊設施
鹿頸村在兩個郊野公園之間——八仙嶺郊野公園、船灣郊野公園，區內有鳳坑家樂徑及百芳園。

## 交通及社區設施
驾驶者由粉嶺可從沙頭角公路和鹿頸路抵達鹿頸，但鹿頸路並不適宜大型車輛行駛。
另外也可從大埔經汀角路和新娘潭路駕駛前往。公共交通工具可在港鐵粉嶺站乘小巴56K線。
位於鹿頸路與新娘潭路交界處旁邊（即鹿頸56K小巴總站）有一座區域市政局遺蹟——旱廁被改建為水廁（編號：N-96），於2006年仲春重新開放予市民使用；廁所內男女各有一座沖水式坐廁馬桶、電子感應控制水龍頭、乾手機，女廁之廁格比例增倍，與男士比例為３：２。
小巴

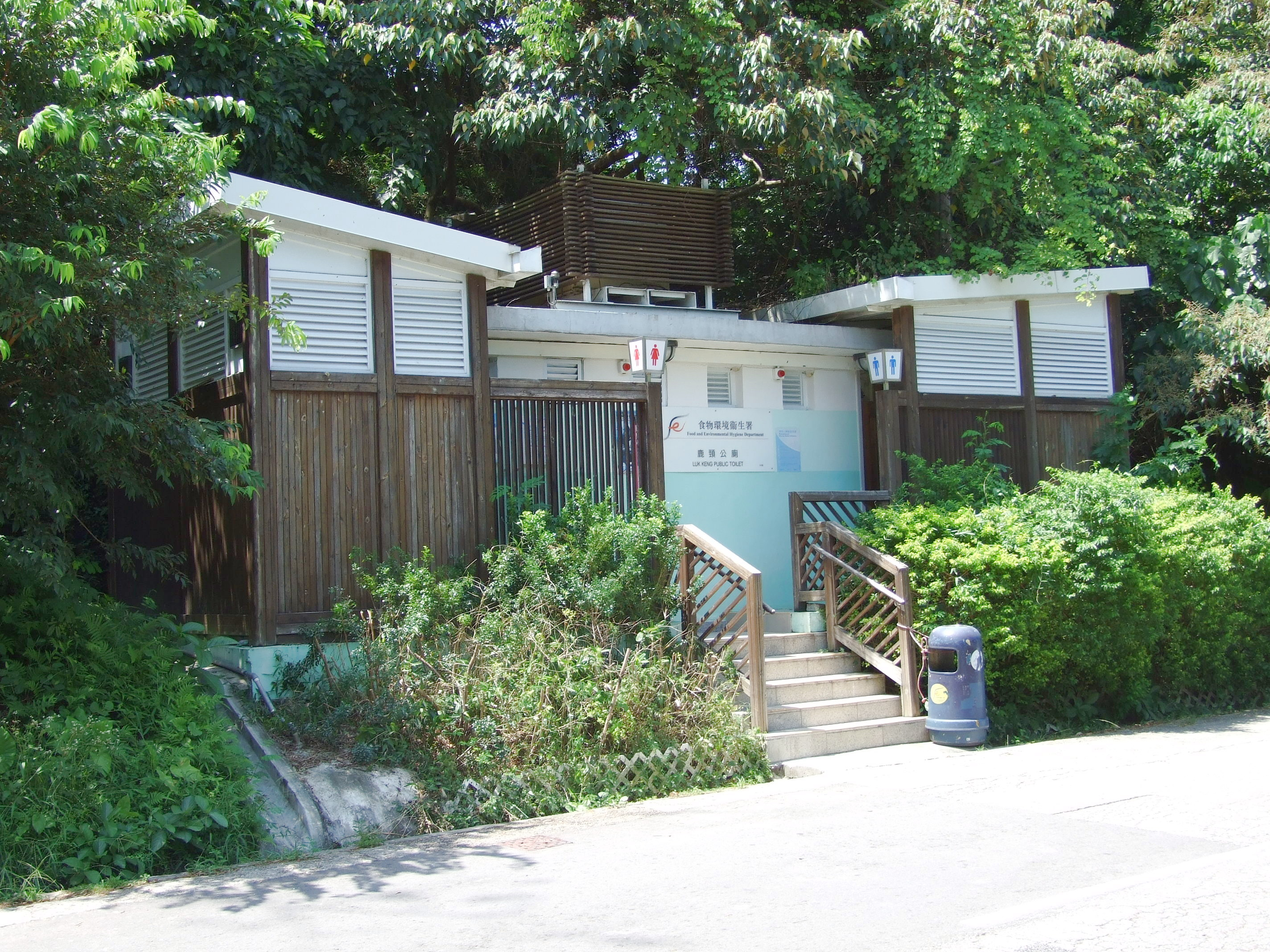
鹿頸公廁

## 區議會議席分佈
由於鹿頸人口稀少，所以往往跟沙頭角、打鼓嶺、坪輋等鄉村範圍劃為同一個選區。
| 年度/範圍 | 2000-2003 | 2004-2007 | 2008-2011 | 2012-2015 | 2016-2019 |          |
| --------- | --------- | --------- | --------- | --------- | --------- | -------- |
| 整個鹿頸  | 沙打選區  | 沙打選區  | 沙打選區  | 沙打選區  | 沙打選區  | 沙打選區 |

## 參看
- 南涌
- 沙頭角
- 新娘潭
- 北區

## 外部連結
- 香港地方－新界郊區（三）鹿頸（页面存档备份，存于）
- 旅遊人生 - 香港版面 鹿頸
- 鹿頸原居民